# Специална цел
Специалната цел е признак от субективна страна на престъплението.
Целта и мотивът, редом с вината в наказателното право, са признаци, характеризиращи от субективна страна престъплението. Те съществено влияат върху формата и степента на вината, както и на степента на обществена опасност с оглед личността на правонарушителя и на престъпното деяние.